# 1877 au Canada
Pour un article plus général, voir Chronologie du Canada.
Cet article traite des événements qui se sont produits durant l'année 1877 au Canada.

## Événements
- 29 avril : grand Incendie de Montréal.

- 20 juin : grand incendie de Saint Jean (Nouveau-Brunswick), qui a détruit 1 612 bâtiments dont huit églises, six banques, quatorze hôtels, onze goélettes et quatre transporteurs de bois en un peu plus de neuf heures, sur une superficie de plus de 80 hectares.

### Politique

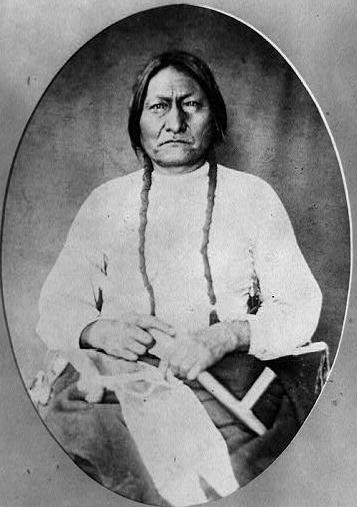
Sitting Bull. Les Guerres indiennes ont des répercussions dans l'ouest du Canada.

- 16 avril : dissolution du Conseil du Keewatin.

- Septembre : obtention des dernières signatures pour le Traité 4.

- 22 septembre : signature du traité numéro 7 entre les Pieds-Noirs et le gouvernement.

- Charles Alphonse Pantaléon Pelletier est nommé ministre de l'agriculture et est appelé au sénat.

- Wilfrid Laurier est nommé ministre du revenu.
- À la suite de la bataille de Little Big Horn, Sitting Bull et ses sioux Lakota se réfugient dans les Prairies canadiennes.

### Sport

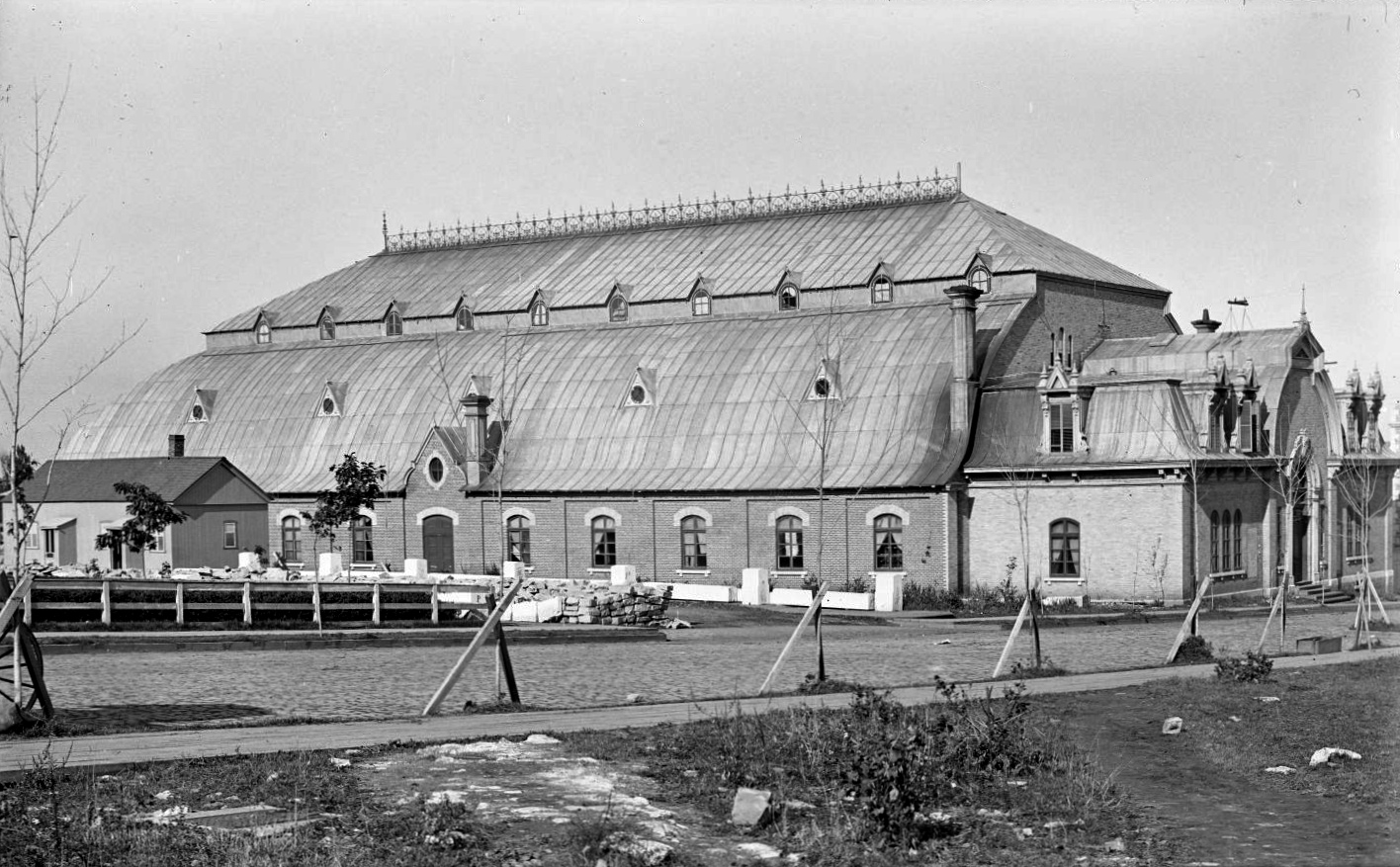
Quebec Skating Club

- Rédaction des règles du hockey sur glace par des étudiants de l'Université McGill. Invention de la rondelle pour ce sport.
- Construction du Quebec Skating Rink qui est la première patinoire intérieure de la ville de Québec.

### Culture
- 28 février : fondation de l'Université du Manitoba.

#### Littérature
- Le Chien d'or de William Kirby.
- Le Pèlerin de Sainte-Anne de Léon-Pamphile Le May.
- Le Tomahawk et l'Épée de Joseph Marmette.

### Religion
- 20 mai : Michael Hannan devient évêque d'Halifax.
- Fondation des Sœurs de Saint-Joseph de Saint-Hyacinthe par Élisabeth Bergeron.

## Naissances
- 5 janvier : Edgar Nelson Rhodes, premier ministre de la Nouvelle-Écosse.
- 23 juillet : Aimé Boucher, homme politique fédéral provenant du Québec.
- 5 août : Tom Thomson, artiste peintre.
- Léo-Ernest Ouimet, opérateur du Ouimetoscope, première salle de cinéma au Canada.
- 26 décembre : Aldéric-Joseph Benoit, homme politique fédéral provenant du Québec.

## Décès
- 2 janvier : Jonathan McCully, père de la Confédération.
- 4 mai : Charles Wilson, maire de Montréal.
- 12 juillet : Amand Landry, homme politique.
- 30 juillet : Médéric Lanctôt, homme politique.
- 3 novembre : William Henry Draper, premier ministre du Canada-Uni.
- 8 novembre : John Cook, homme politique ontarien.